# Yassassin
Yassassin (ook bekend als "Yassassin (Turkish for: Long Live)" en in Turkije uitgebracht als "Yassassin (Yaşasın)") is een nummer van de Britse muzikant David Bowie, uitgebracht als de vierde track van zijn album Lodger uit 1979. In Nederland en Turkije werd het nummer uitgebracht als de derde single van het album, maar wist de hitlijsten niet te behalen.
"Yassassin" is een reggaenummer met Turkse invloeden. De titel is afkomstig van het Turkse woord om iemand een lang leven te wensen, gespeld yaşasın, met het voorzetsel yaşa-, wat "leven" betekent, met het einde van de derde persoon; daarom betekent yaşasın letterlijk "Mag hij/zij leven".

## Tracklijst
Nederland
1. "Yassassin" (Bowie) - 3:06
2. "Repetition" (Bowie) - 2:58

Turkije
1. "Yassassin" (Bowie) - 3:06
2. "Red Money" (Bowie/Carlos Alomar) - 4:17

## Muzikanten
- David Bowie: zang, achtergrondzang, orgel
- Dennis Davis: drums, achtergrondzang
- George Murray: basgitaar, achtergrondzang
- Carlos Alomar: slaggitaar, achtergrondzang
- Tony Visconti: leadgitaar, achtergrondzang
- Simon House: viool, achtergrondzang